# Zingiber lambii
Zingiber lambii là một loài thực vật có hoa trong họ Gừng. Loài này được John Donald Mood và Ida Theilade miêu tả khoa học đầu tiên năm 1997.

## Mẫu định danh
Mẫu định danh Mood J.D. 848; thu thập ngày 18 tháng 2 năm 1994 tại tọa độ 4°56′0″B 117°41′0″Đ / 4,93333°B 117,68333°Đ, Guning Rara, khoảng 1h chạy xe về phía tây từ nhà nghỉ trung tâm thuộc Trung tâm Nghiên cứu thực địa thung lũng Danum, bang Sabah, Malaysia. Mẫu holotype lưu giữ tại Trung tâm Nghiên cứu Rừng Malaysia ở Sandakan, Sabah, Malaysia (SAN). Nó cũng được trồng tại trung tâm Lan thuộc Vườn Nông nghiệp tại Tenom (huyện Tenom, tỉnh Pedalaman (Nội địa, Interior), bang Sabah).

## Từ nguyên
Tính từ định danh lambii là để vinh danh Anthony Lamb, quản lý của Vườn Nông nghiệp tại Tenom vì những đóng góp của ông trong bảo tồn các loài gừng ở Sabah.

## Phân bố
Loài bản địa đảo Borneo, đặc hữu Gunong Rara, huyện Lahad Datu, tỉnh Tawau, bang Sabah, Malaysia. Môi trường sống là vùng đồi trên đất ultramafic trong rừng nguyên sinh vùng đất thấp.

## Mô tả
Thân có lá cao tới 60 cm. Các bẹ lá hơi có lông tơ. Lưỡi bẹ 2 thùy, 2 mm, rậm lông tơ. Cuống có lông tơ. Các lá không cuống, hình elip tới hình trứng, 15-18 × 5,5-7,5 cm, nhẵn nhụi trừ gân giữa và mép về phía đáy ở mặt dưới, mặt trên màu xanh lục ánh bạc, nổi gân dọc theo các gân bên, mặt dưới màu xanh lục, đáy thon nhỏ dần, đỉnh nhọn. Cán hoa mọc từ rễ, bò sát mặt đất, dài 2 cm, màu ánh hồng. Cành hoa bông thóc hình thoi, 10-12 × 2 cm, đỉnh nhọn. Lá bắc hình mác ngược, 2,5-3 × 2-2,5 cm, màu da cam tới ánh lục về phía đỉnh, chuyển thành hồng khi già, hơi có lông tơ. Lá bắc con 2 × 1 cm, hơi có lông tơ. Đài hoa dài 2,5 cm, hơi có lông tơ. Tràng hoa dài 5 cm, màu vàng; thùy tràng lưng 2,4 × 1,4 cm. Cánh môi dài 4,5 cm, màu vàng nhạt; thùy giữa hình elip, 1,5 × 0,7 cm, nguyên; các thùy bên 0,4 cm, hình elip, tỏa rộng tới 1,2 cm khi ép dẹt. Quả không rõ.
Z. lambii giống Z. argenteum ở chỗ có các lá mặt trên màu xanh lục ánh bạc nhưng khác ở chỗ kích thước nhỏ hơn, các bẹ lá có lông, bề mặt lá nổi gân, đài hoa dài hơn và thùy giữa của cánh môi tù. Rất có thể là kích thước nhỏ và màu ánh bạc của lá gắn với loại đất của môi trường sống.
Cả hai loài này giống với Z. coloratum ở cành hoa bông thóc hình thoi tới hình trứng nằm ngay trên mặt đất. Tuy nhiên, cả hai loài này khác Z. coloratum ở chỗ kích thước nhỏ hơn, mặt trên phiến lá màu xanh lục ánh bạc và cụm hoa màu da cam của chúng. Cùng với Z. flammeum chúng tạo thành nhóm các loài với lá bắc màu da cam cho đến thời điểm đó chưa được thông báo là có trên đảo Borneo. Loài với lá bắc màu da cam tương tự là Z. gracile ở  miền tây Malaysia.